# Tephrina proxantharia
Tephrina proxantharia là một loài bướm đêm trong họ Geometridae.